# Dusheti
Dusheti (en georgiano: დუშეთი) es una ciudad en el norte de Georgia, ubicada en el centro de la región de Mtsjeta-Mtianeti y siendo la capital del municipio homónimo. Dusheti es la residencia de la eparquía de Tsilkni.

## Geografía
Dusheti se encuentra en ambas orillas del pequeño y montañoso río Dushetis-Jevi en las estribaciones de la cordillera del Gran Cáucaso. La ciudad está 33 kilómetros al norte de Mtsjeta.

### Clima
El clima en Dusheti es moderadamente húmedo, con inviernos moderadamente fríos y veranos largos y cálidos.
| Parámetros climáticos promedio de Dusheti | Parámetros climáticos promedio de Dusheti | Parámetros climáticos promedio de Dusheti | Parámetros climáticos promedio de Dusheti | Parámetros climáticos promedio de Dusheti | Parámetros climáticos promedio de Dusheti | Parámetros climáticos promedio de Dusheti | Parámetros climáticos promedio de Dusheti | Parámetros climáticos promedio de Dusheti | Parámetros climáticos promedio de Dusheti | Parámetros climáticos promedio de Dusheti | Parámetros climáticos promedio de Dusheti | Parámetros climáticos promedio de Dusheti | Parámetros climáticos promedio de Dusheti |
| Mes                                       | Ene.                                      | Feb.                                      | Mar.                                      | Abr.                                      | May.                                      | Jun.                                      | Jul.                                      | Ago.                                      | Sep.                                      | Oct.                                      | Nov.                                      | Dic.                                      | Anual                                     |
| ----------------------------------------- | ----------------------------------------- | ----------------------------------------- | ----------------------------------------- | ----------------------------------------- | ----------------------------------------- | ----------------------------------------- | ----------------------------------------- | ----------------------------------------- | ----------------------------------------- | ----------------------------------------- | ----------------------------------------- | ----------------------------------------- | ----------------------------------------- |
| Temp. máx. media (°C)                     | 3                                         | 4.1                                       | 8.8                                       | 15.1                                      | 20.4                                      | 23.8                                      | 26.6                                      | 26.7                                      | 22.6                                      | 17                                        | 9.8                                       | 4.7                                       | 15.2                                      |
| Temp. media (°C)                          | -1.5                                      | -0.5                                      | 3.9                                       | 9.1                                       | 14.3                                      | 17.7                                      | 20.5                                      | 20.5                                      | 16.5                                      | 11.3                                      | 5.3                                       | 0.4                                       | 9.8                                       |
| Temp. mín. media (°C)                     | -5.9                                      | -5                                        | -1                                        | 3.2                                       | 8.3                                       | 11.6                                      | 14.4                                      | 14.4                                      | 10.4                                      | 5.7                                       | 0.8                                       | -3.8                                      | 4.4                                       |
| Precipitación total (mm)                  | 29                                        | 37                                        | 50                                        | 75                                        | 116                                       | 102                                       | 78                                        | 62                                        | 59                                        | 57                                        | 60                                        | 40                                        | 765                                       |
| Fuente: Climate-Data.org                  |                                           |                                           |                                           |                                           |                                           |                                           |                                           |                                           |                                           |                                           |                                           |                                           |                                           |

## Historia
Dusheti aparece por primera vez en los registros escritos de Georgia en 1215. En el siglo XVII, Dusheti sirvió como residencia de los señores montañeses locales, los duques de Aragvi, cuyo desafío a la corona georgiana más de una vez provocó invasiones y devastación de la ciudad por parte de las tropas reales de Kartli. Después de la abolición del ducado de Aragvi en la década de 1740, Dusheti pasó a la corona pero la ciudad declinó significativamente. 
En 1801, los rusos se hicieron cargo del control de la ciudad y le otorgaron a Dusheti el estatus de ciudad. Al año siguiente, se convirtió en el centro del uyezd de Dusheti, dentro de la gobernación de Tiflis. La ciudad y sus alrededores fueron escenario de disturbios durante la Revolución rusa de 1905, la revuelta campesina de 1918 y un enfrentamiento armado durante la rebelión de Agosto de 1924 contra el régimen soviético. En junio de 1918, tuvo lugar en Dusheti un levantamiento bolchevique contra la República Democrática de Georgia.
A partir de 1928 la ciudad se convirtió en el centro del raión de Dusheti.

## Demografía
La evolución demográfica de Dusheti entre 1859 y 2022 fue la siguiente:
| 2350                                            | 2566 | 3717 | 5444 | 4993 | 7424 | 8483 | 7315 | 6167 | 6837 |
| (Fuente: Population of Georgia in Soviet times) |      |      |      |      |      |      |      |      |      |

Históricamente, la población de Dusheti ha sido mayoritariamente armenios. Sin embargo, el paso del tiempo ha hecho que la ciudad cambie y actualmente los georgianos son mayoría.
|              | 1939      | 1939       | 2014      | 2014       |
| Grupo étnico | Población | Porcentaje | Población | Porcentaje |
| ------------ | --------- | ---------- | --------- | ---------- |
| Georgianos   | 3153      | 84,8%      | 6138      | 96,82%     |
| Rusos        | 79        | 2,1%       | 11        | 0,82%      |
| Ucranianos   | 79        | 2,1%       | -         | -          |
| Osetios      | 104       | 2,8%       | 10        | 0,48%      |
| Armenios     | 365       | 9,8%       | -         | -          |
| Judíos       | 3         | 0,1%       | -         | -          |
| Alemanes     | 1         | 0,1%       | -         | -          |
| Griegos      | 2         | 0,1%       | -         | -          |
| Lezguinos    | 1         | 0,1%       | -         | -          |
| Asirios      | 1         | 0,1%       | -         | -          |
| Total        | 3717      | 100%       | 6167      | 100%       |

## Economía
Dusheti fue un centro de agricultura e industria ligera durante la era soviética, pero sufrió un declive económico y una disminución de la población en los años posteriores a la desintegración de la Unión Soviética. Hoy en día, la mayoría de las personas trabajan en las industrias de servicios (banca, educación, reparación de automóviles y comercio minorista), así como en la agricultura de subsistencia. 

## Infraestructura

### Arquitectura, monumentos y lugares de interés
La ciudad en sí alberga una serie de monumentos arquitectónicos, incluida la iglesia de San Jorge de los siglos IX y X, y el palacio de la familia Chilashvili del siglo XVIII.

### Transporte
Dusheti tiene acceso por un camino pavimentado a la carretera que conecta Tiflis y Stepantsminda. Hay un tráfico regular de autobuses entre Dusheti y Tiflis.

## Cultura

### Cocina
La ciudad también es conocida por sus jinkali, una bola de masa rellena de carne muy popular en Georgia.

## Personas ilustres
- Alexander Roinashvili (1846-1898): primer fotógrafo georgiano
- Vaso Abashidze (1854-1926): actor de teatro georgiano.
- Nikolái Bugáyev (1837-1903): matemático ruso que ejerció la docencia en la Universidad de Moscú.

## Galería

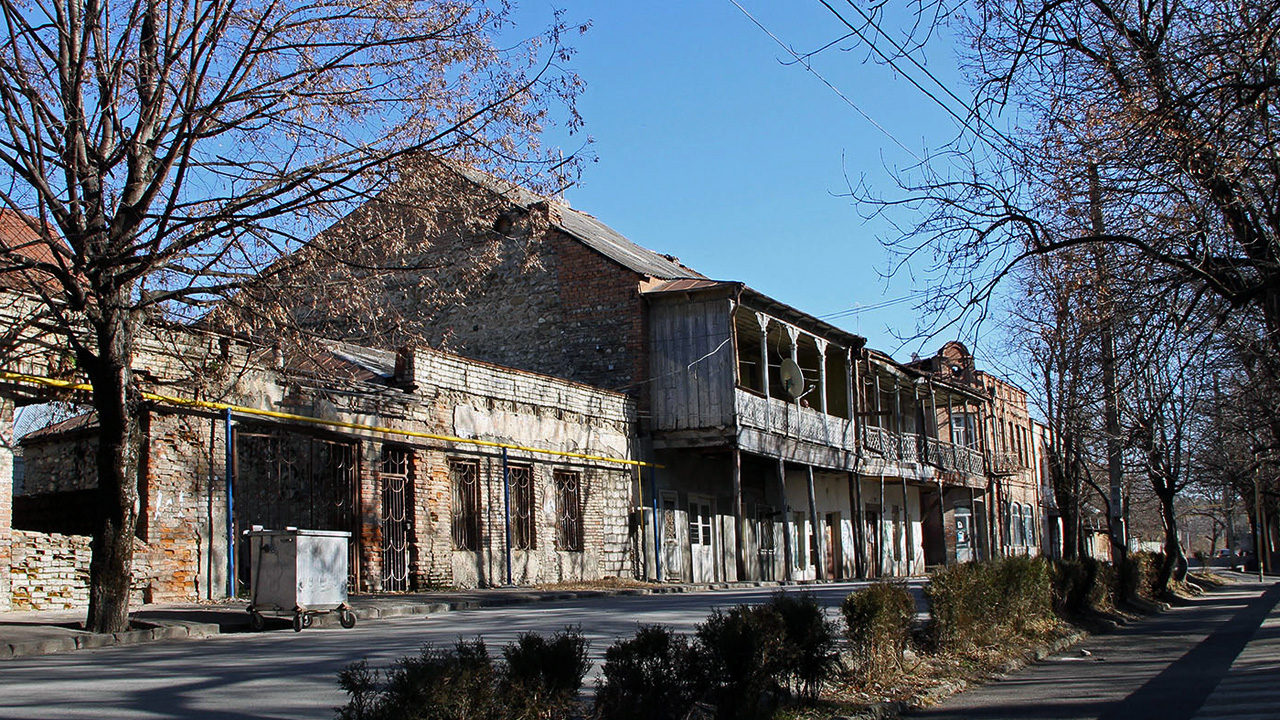
Casto antiguo de Dusheti
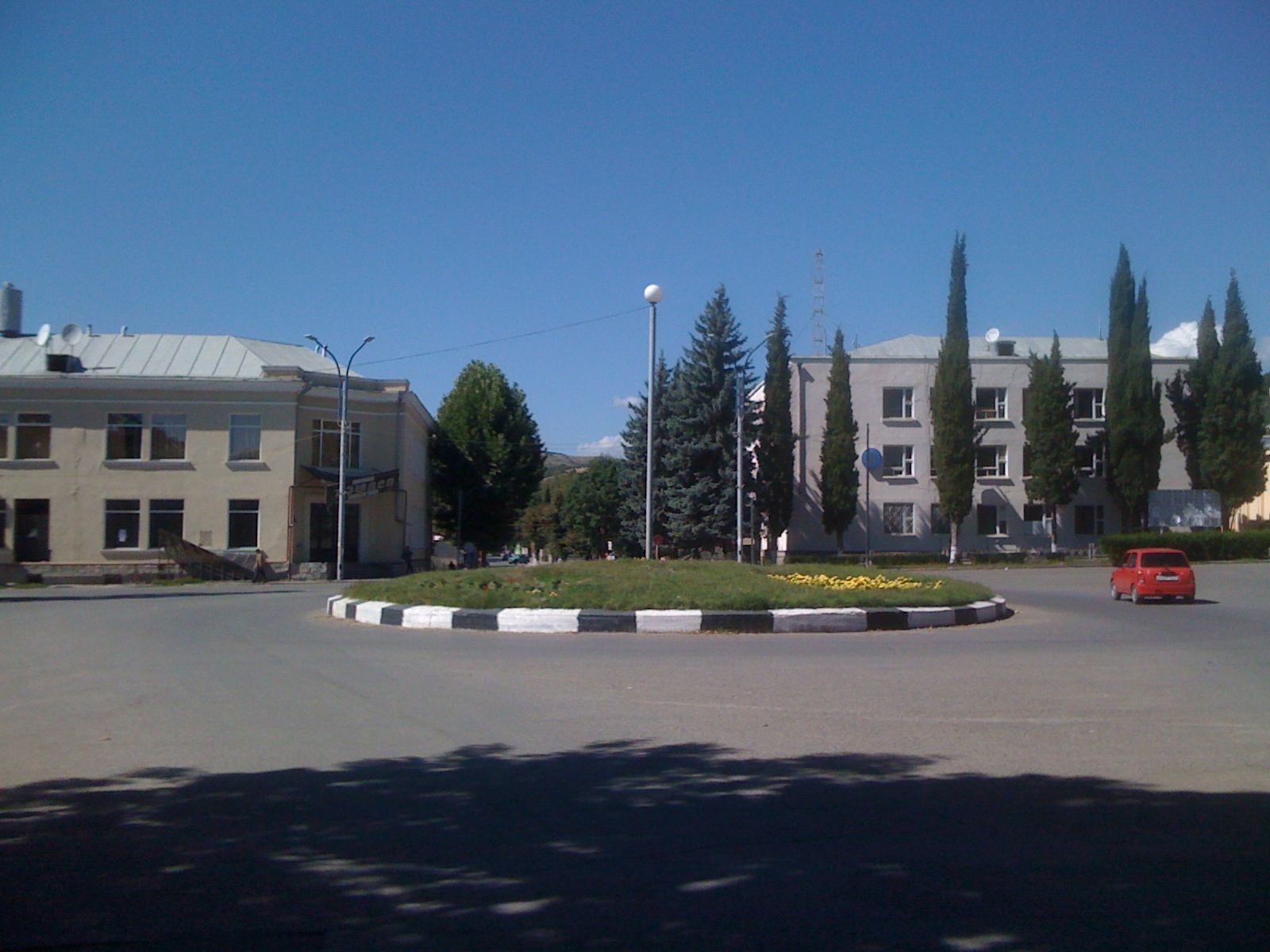
Rotonda
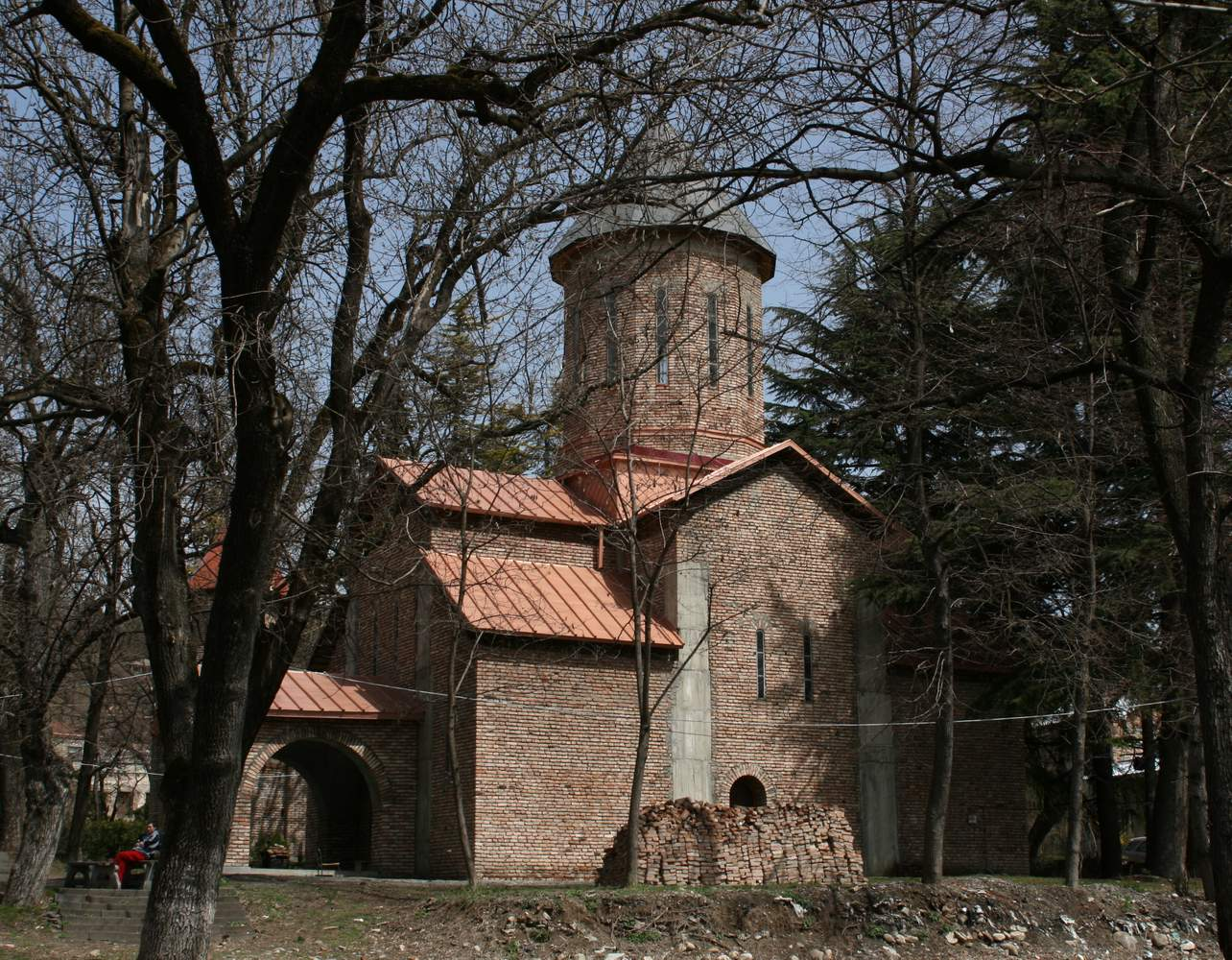
Iglesia de San Nicolás de Dusheti
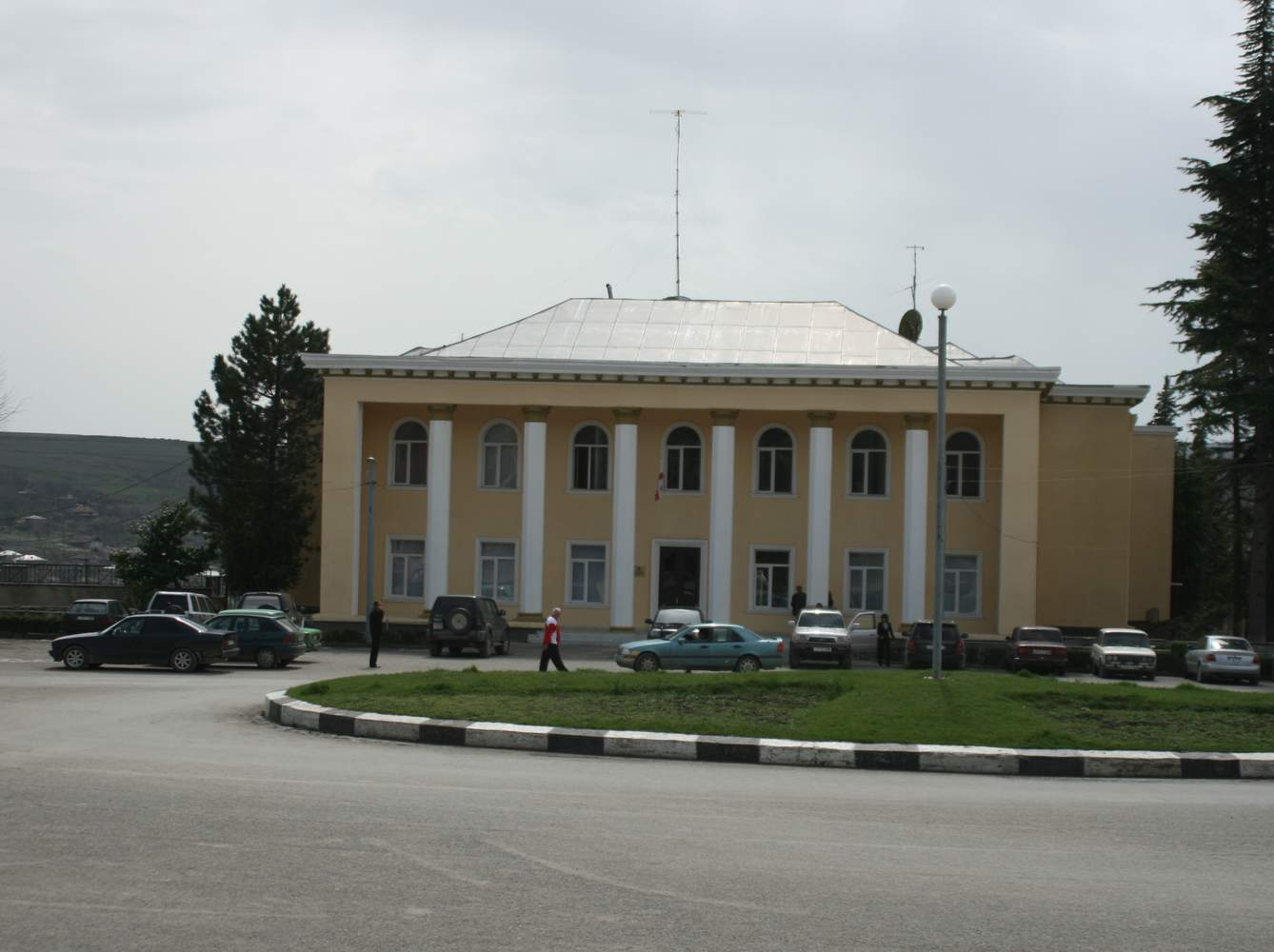
Edificio adminstrativo